# Игнатьев, Игорь Всеволодович
Игорь Всеволодович Игнатьев (1950—2019) — режиссёр, художественный руководитель кукольного театра, заслуженный деятель искусств РФ (1994), лауреат Государственной премии РФ (2002).

## Биография
Окончил факультет драматического искусства Ленинградского государственного института театра, музыки и кинематографии (кафедра театра кукол, курс Михаила Королёва).
В 1976—1987 годах работал режиссёром в Кировском областном театре кукол, главным режиссёром Вологодского, Пензенского и Пермского областных театров кукол.
С 1987 года — главный режиссёр «Кукольного театра сказки» в Ленинграде, в 1992—2019 годах — художественный руководитель «Кукольного театра сказки».
В 1988—1992 годах преподавал на кафедре режиссуры и актёрского мастерства Ленинградского государственного института театра, музыки и кинематографии.
Супруга Анна Игнатьева (1952—2019), театральный художник.

## Театральные работы
За годы творческой деятельности поставил около 60 спектаклей в театрах кукол.
Пермский театр кукол
- «Всё кувырком»
- «Звёздный мальчик»
- «Машенька и медведь»
- «Сказка о незадачливом драконе» (премия «Золотая маска»)
- «Проделки Скапена»
- «Солнышко и снежные человечки».

С-Петербургский Кукольный театр сказки
- «Соломенное чучело»
- «Из Ливерпульской гавани» (Гран-при Всероссийского фестиваля театров кукол, 1988)
- «Синяя Борода»
- «Щелкунчик и мышиный король» (Государственная премия Российской Федерации (2002), премия «Золотая маска»)
- «Дикий»
- «Приключения незадачливого дракона»
- «Цирк»
- «Журавлиные перья»
- «Синяя Борода»
- «Снежная королева»